# Ugo d'Alvernia

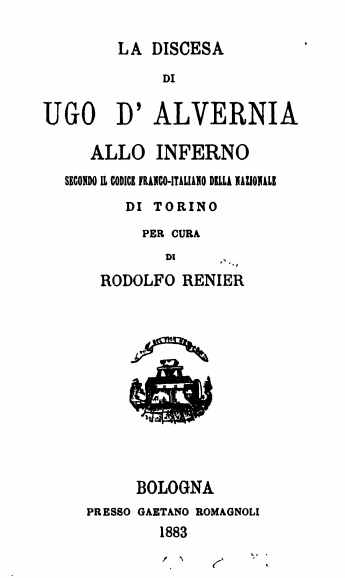
Copertina Rodolfo Renier - La discesa di Ugo d'Alvernia allo inferno -1883

L'Huon d'Auvergne (Ugone o Ugo conte di Alvernia) è una chanson de geste della tradizione franco-veneta.

## Fonti

### Manoscritti della tradizione franco-veneta
Gli unici testimoni dell'opera pervenuti sono quattro codici manoscritti, classificati come testi di tradizione franco-italiana:
- codice P (Padova, Biblioteca del Seminario Vescovile cod. 32), unico dei quattro a contenere un ampio prologo
- codice Br (Bologna, Biblioteca dell’Archiginnasio B 3489), ridotto ad un frammento di poche carte
- manoscritto B (Berlin, Kupferstichkabinett 78 D 8 / codice Hamilton 337), datato 1341 nel colophon, che appartenne alla biblioteca dei Gonzaga[1]
- manoscritto T (Torino, Biblioteca Nazionale Universitaria N.III.19)

I testi tramandati dai manoscritti non sono sovrapponibili, ma tracciano due redazioni divergenti ed indipendenti, che coincidono raramente; nelle quali si possono ravvisare tre segmenti diegetici: prologo, epilogo e parte centrale.
Il prologo (testimoniato dal solo dalla prima parte del codice P) e l'epilogo (noto dai soli manoscritti B e T), rappresentano un'ampia parte dell'opera, e sono peraltro dotati di sostanza narrativa autosufficiente.
La parte centrale è contenuta in tutti e quattro i manoscritti, seppur con le varie differenze nei particolari:
- nei circa 1200 versi superstiti, il testo del codice Br (che riporta solo porzioni del segmento centrale) è quasi perfettamente sovrapponibile al codice P, dal quale però si allontana decisamente nelle ultime lasse conservate

- B e T procedono invece in perfetto accordo per la totalità del testo, e tale costante parallelismo trova ulteriore conferma in una lacuna condivisa

### Il romanzo di Andrea da Barberino
Oltre ai manoscritti franco-italiani, la narrazione dell'Ugo d'Alvernia è riportata da Andrea da Barberino nel romanzo Storia di Ugone d'Alvernia scritto in prosa toscana e terzine: nello specifico, nella parte della narrazione della catabasi infernale la prosa funge da glossa, inframezzandosi ai versi per esplicarne significati e contenuti.
Il romanzo di Andrea da Barberino si presenta come una versione "integrale" della narrazione, comprensiva di tutti e tre i macro-segmenti che la costituiscono, la quale uniforma i tre segmenti della narrazione franco-veneta, e in più li integra nel segmento principale (soprattutto per quanto riguarda l'aspetto avventuroso e fantastico); inoltre nel romanzo si ritrova un'enigmatica allusione ad un tale Giovanni Vigentino, nel quale la critica ha frequentemente identificato una attribuzione di paternità dell’intera materia. Andrea potrebbe quindi aver afferito a materiali di provenienza ignota, costituenti una versione più ampia dei codici manoscritti a noi pervenuti.

## Trama
Stando a quanto detto, non esiste una trama generale, ma alcuni spezzoni narrativi che possono essere riassunti nei tre segmenti sopra citati.

### Prologo
Il manoscritto di Padova inizia presentando il conte Ugo d'Alvernia a Vienna, ospite di Sanguino di Borgogna. Sofia, moglie di Sanguino e figlia di Carlo Martello, si innamora di Ugo e quando egli la rifiuta per l'onore dovuto all'amico questa mentendo accusa Ugo al marito per vendetta. Sanguino ricorre a Carlo Martello che con l'esercito assedia Ugo, il quale però riesce a cattura in battaglia Sanguino e rivelargli la verità, poi avvalorata dalla testimonianza di una cameriera. Carlo condannerà a morte la moglie e Sanguino tornerà amico di Ugo, e gli darà in moglie Nida, sua parente.

### Parte centrale
Tratto dalla seconda parte del manoscritto di Padova, dal frammento di Bologna, e dalla prima parte dei manoscritti Torino e Berlino; oltre che dal romanzo di Andrea da Barberino.
Carlo Martello però si innamora di Nida, moglie di Ugo d'Alvernia, e per allontanare il marito, su consiglio del giullare Sandino, lo invia a chiedere un tributo a Satana. Così inizia il viaggio del conte in giro per il mondo conosciuto.
Nel frattempo Nida rifiuta Carlo il quale pone sotto assedio Alvernia (che nel romanzo è una città).
Riguardo a questo episodio, nel manoscritto di Torino, rispetto a quello di Padova, è denotata la cieca fedeltà del conte Ugo verso Carlo Martello suo signore. Tanto che quando Nida è corteggiata dal re e lo confida al marito, Ugo la accusa di calunnia (nel manoscritto di Padova, Nida non dice invece nulla al riguardo, e Ugo resterà all'oscuro del complotto finché non incontrerà Sandino all'inferno che gli confesserà il tradimento). Inoltre il manoscritto di Torino presenta altri episodi in cui Ugo dà prova della sua fedeltà cavalleresca: egli si reca in Ungheria e a Gerusalemme, dove gli imperatori gli offrono un'alleanza contro Carlo Martello che Ugo rifiuta; anche il Papa cerca di dissuaderlo dal viaggio verso l'inferno e gli promette la scomunica per Carlo e i suoi suddidi, ma ancora il conte si oppone.
Nel manoscritto di Padova tutti questi episodi sono omessi, ma in compenso viene più dettagliatamente narrato l'assedio di Alvernia, e si racconta di Tommaso e Baldovino che accorrono in soccorso alla contessa Nida.
Durante la peregrinazione, Ugo raggiunge una città popolata da gente che abbai come cani (diffusa leggenda teratologica medievale), dove incontra Tadio, ovvero il Prete Gianni, che lo ospita per quindici giorni e lo istruisce sul fatto che per raggiungere il suo scopo dovrà fare molta penitenza. Per questo Ugo diventa anacoreta e si mette in viaggio.
Lungo il cammino affronta fiere selvatiche e incanti di maghe: si tratta di episodi molto simili a quelli delle maghe Alcina e Armida, trasposizioni cavalleresche della maga Circe dell'Odissea. Durante la ricerca dell'accesso all'inferno, Ugo viene a trovarsi in Africa (nei pressi del Nilo, oltre una montagna) e viene condotto in un regno bellissimo, la cui innominata regina gli offre il suo aiuto per raggiungere l'aldilà in cambio della sua castità. Ugo riesce a resistere alle tentazioni grazie allo spirito di penitenza che stava esercitando, e trascorrendo la notte in preghiera riesce a smascherare gli allettanti incanti della maga che sconfitta si rivela nella sua vera forma di demone; allora gli angeli scenderanno a salvare Ugo, e la mattina seguente l'intero favoloso reame sarà scomparso.
Sempre in Africa, Ugo trova le porte del paradiso terrestre, ma l'ingresso gli è precluso. Gli appare allora un demonio in vesti di pellegrino che si offre di accompagnarlo, ma Ugo rifiuta la tentazione. Gli si offre quindi come guida lo spirito di Enea, ma il cavaliere rifiuta anche questi in quanto pagano. Infine accetta come guida un eremita, nel quale Ugo riconosce lo spirito di San Guglielmo d'Aquitania, detto d'Orange, e tutti insieme discendono negli inferi.
Tramite un battello senza cocchiere (o senza vele) Ugo e le guide attraversano un cupo lago e arrivano alle porte dell'inferno, che ha tre ingressi distinti per i pagani, gli ebrei e i cristiani, e una quarta porta per il limbo. Ogni porta è sovrastata da un'incisione allegorica: la giustizia che brandisce la spada, una doppia sepoltura che rappresenta la "morte seconda", un leone, un rettile.
All'interno dell'inferno incontrano gli Ignavi (coloro "che mai non fur vivi"), i lussuriosi, i superbi, i ruffiani: proprio tra questi Ugo incontra il giullare Sandino che gli rivela il complotto in atto contro di lui, ma il conte lo perdona.
In seguito Enea il centauro Chirone si scontrano, e Guglielmo difende il troiano. Poi Caronte traghetta le anime oltre il fiume verde Acheronte, e sulla sponda opposta vedono il limbo: in un castello cinto da sette mura risiedono gli spiriti magni. Ugo e i compagni attraversano un ponte strettissimo sospeso su un fiume rosso, e vedono Giuda impiccato e sbranato. Tra vari tormenti giungono infine al palazzo di Lucifero, intorno al quale sono dannati i re superbi. Ugo ottiene il tributo e viene miracolosamente salvato e trasportato in Alvernia, dove si riconcilia con Carlo Martello; il quale però viene portato via da quattro demoni non appena si sdraia sul letto regalato da Lucifero. Infine Ugo si riunisce alla virtuosa moglie e la narrazione termina.

### Epilogo
I manoscritti di Torino e Berlino presentano una prima parte, che va dalla partenza di Ugo dall'Alvernia fino alla discesa agli inferi, che in linea di massima è compatibile con la seconda parte del manoscritto padovano, pur presentando svariate differenze nei particolari che dimostrano l'indipendenza reciproca dei manoscritti; la seconda parte dei manoscritti di Torino e Berlino invece non è per nulla presente in quello padovano, considerando tuttavia che i fogli di quest'ultimo sono andati perduti.
Dopo una prima parte che termina con i diavoli che portano via Carlo Martello, le narrazioni dei codici di Torino e Berlino proseguono con le vicende di Ugo e Sanguino.
Ad Ugo viene offerta la corona del regno, che però la rifiuta, e succede al trono Guglielmo Zapeta.
In quel tempo Roma era assediata dai Saraceni, e il Papa chiede soccorso ai Tedeschi e ai Francesi: entrambi scendono in Italia, ma iniziano a guerreggiare tra loro; mentre i francesi da soli scacciano i Saraceni. I Tedeschi però reclamano comunque una ricompensa per il soccorso dato al Papa. Così su consiglio di Ugo si delibera di far scontrare i cavalieri Francesi e Tedeschi in numero di centocinquanta: tutti si ammazzano vicendevolmente e sopravvivono solo Ugo d'Alvernia e Tommaso di Lussemburgo. Ugo, terribilmente ferito, viene trasportato in Alvernia e la moglie Inida (Nida) muore di dolore per la vicenda.

## Origini
La critica si è più volte dimostrata scettica sulla possibilità che l'Huon d'Auvergne possa rappresentare un prodotto genuinamente franco-italiano. Anche se di un diretto modello francese non è rimasta traccia, il personaggio di Ugo d'Alvernia compare nell'epica oitanica, in un ristretto numero di testi in ruoli di diversa importanza, invariabilmente presentato come vassallo di Carlo Magno: 
- nel Mainet (canzone che tratta dell'infanzia di Carlo Magno) compare un tale Hugues in veste di tutore del giovane imperatore.
- Guerau de Cabrera cita un "bon Alvernatz Uguon" nel suo ensenhamen Cabra joglar.
- Nel trattato De amore di Andrea Cappellano si trova un breve richiamo alla narrazione a tema amoroso contenuta nel prologo del manoscritto di Padova dell’Huon d’Auvergne.

## Genere e tematiche
La narrazione può essere classificata come una chanson d'aventure, genere tardo-epico (XIII-XIV sec) evoluto dalla chanson de geste, in cui concorrono influenze eterogenee di tematiche tipiche del romanzo cortese e contenuti agiografici che portano a sviluppi narrativi più articolati rispetto ai componimenti più rigorosamente epici delle origini.
Il distacco dall'epica classica è rimarcato anche dal fatto che nel corso del viaggio il protagonista si trasforma da cavaliere guerriero a penitente.
Molti degli elementi presenti nell'Ugo d'Alvernia provengono, oltre che dall'epica francese, dal Roman d'Alexandre, dal Guillaume d'Orange, dalla chanson dell'Aspremont e dai romanzi di Chrétien de Troyes.
La narrazione risente di forti influssi di letteratura religiosa, specialmente per quanto riguarda i viaggi del protagonista, che attraversa un repertorio completo dei luoghi della geografia oltremondana tradizionale: la terra del Prete Gianni, l'isola degli uccelli del viaggio di San Brandano, il paradiso terrestre.
L'episodio centrale della discesa all’inferno rappresenta una rilettura in chiave cavalleresca (naturalmente banalizzante) del modello dantesco dell'oltretomba, dal quale sono ripresi diversi elementi: le due guide (Enea e Guglielmo d'Orange), la struttura dei peccati e delle punizioni (il limbo, gli ignavi, i traditori che circondano Lucifero), il "castello delle sette scienze", dimora degli spiriti magni nel canto IV dell'inferno dantesco.
Tra le anime dannate si ritrovano i personaggi delle chanson de geste: come i saraceni di Aspremont, Thibaut e Guiborc, Girart de Fraite, Aiglantine e Gui de Nanteuil; e anche il traditore di Ugo, il giullare Sandino.